# Sweetwater, Texas
Sweetwater là một thành phố thuộc quận Nolan, tiểu bang Texas, Hoa Kỳ. Năm 2010, dân số của xã này là 10906 người.

## Dân số
- Dân số năm 2000: 11415 người.
- Dân số năm 2010: 10906 người.